# Pustenbach
Pustenbach ist einer von 22 Ortsteilen der Stadt Bergneustadt im Oberbergischen Kreis im Regierungsbezirk Köln in Nordrhein-Westfalen, Deutschland.

## Lage und Name
Der Ort liegt in Luftlinie rund 4 Kilometer nordöstlich der Stadtmitte von Bergneustadt entfernt. Etwas südlich von ihm entspringt der Pustenbach, der südwärts und von rechts zur Dörspe fließt. Seit der Gebietsreform des Jahres 1969 gehört der Ort zur Stadt Bergneustadt.
Die Herkunft des Namens Pustenbach konnte bislang nicht sicher geklärt werden. Vielleicht ist er eine Variante des Namens Beustenbach; einen Hof dieses Namens gibt es bei der Ortschaft Piene.

## Persönlichkeiten
In Pustenbach wurde am 11. August 1787 Johann Gottlieb Nörrenberg als jüngstes von sieben Kindern des Landwirts- und Gerichtsschöffen Johann Wilhelm und der Maria Magdalena Hollmann geboren.

## Pustenbacher Waldfest
Seit 1952 findet einmal im Jahr (meist im Juli) das traditionelle „Pustenbacher Waldfest“ statt. Dieses Waldfest ist weit über die Grenzen der Region bekannt und wird von einigen Tausend Besuchern jedes Jahr gerne als willkommene Abwechslung in dem sonst so ruhigen Ort wahrgenommen. Veranstalter ist der Löschzug Dörspetal der Freiwilligen Feuerwehr Bergneustadt. Im Jahr 2012, am 7. und 8. Juli, feierte das Waldfest sein sechzigjähriges Bestehen.